# Chwarstnica
Chwarstnica [xfarstˈnit͡sa] (tiếng Đức: Klein Schönfeld) là một ngôi làng thuộc khu hành chính của Gmina Gryfino, thuộc quận Gryfino, West Pomeranian Voivodeship, ở phía tây bắc Ba Lan, gần biên giới Đức. Nó nằm khoảng 10 kilômét (6 mi)   phía đông Gryfino và 22 km (14 mi) phía nam thủ đô khu vực Szczecin.
Ngôi làng có dân số 315 người.